# 永定 (越南)
永定（Vĩnh Định，1547年-1548年）是大越国莫朝宣宗莫福源的年号，共计2年。

## 纪年
| 永定   | 初年     | 二年   |
| 公历   | 1547年   | 1548年 |
| 干支   | 丁未     | 戊申   |
| 后黎朝 | 元和15年 | 16年   |
| 明     | 嘉靖26年 | 27年   |